# Erik Ponti
Erik Ponti är en ofta återkommande person i Jan Guillous romaner. Han är huvudperson i romanen Ondskan, där han går på en internatskola där pennalismen härskar, eftersom han blivit våldsam av all misshandel från sin styvfar. På internatet blir Ponti bl.a. vän med den intellektuelle Pierre Tanguy. I filmen Ondskan spelas Ponti av Andreas Wilson. I TV-serien från 2023 spelas Ponti av Isac Calmroth.
Den allra första boken om Ponti var Det stora avslöjandet (1974). Där är han en ung och framåtsträvande juridikstuderande som av en slump hamnar i en journalistkarriär. Rent kronologiskt utspelar sig alltså denna Ponti-bok efter Ondskan (som utkom sju år senare).
Ponti förekommer, som journalist, även i Guillous böcker om Carl Gustaf Gilbert Hamilton (Coq rouge), samt i de fristående romanerna Tjuvarnas marknad och Fienden inom oss där även Tanguy återkommer.  
Erik Ponti förekommer även i romansviten Det stora århundradet (bok 6 - Äkta Amerikansk Jeans, bok 7 - 1968. Bok 9 - Den andra dödssynden, även bok 8?) 
Erik Ponti omnämns även i Liza Marklunds roman "En plats i solen".
Ponti förekommer dessutom i tv-serien "Den vite riddaren", skriven av Guillou i samarbete med Leif G.W. Persson. Denna TV-serie är på flera vis en crossover mellan Guillous och Perssons fiktiva världar.
I sin självbiografi På jakt efter historien : spioner, reportage, riddare och häxor (2003) skriver Guillou på flera ställen att Erik Ponti är hans alter ego. Bland annat avfärdar han frågan om huruvida Carl Hamilton är baserad på honom själv genom att påpeka att han redan är med i de flesta av Hamilton-böckerna i form av Erik Ponti. I en epilog till "Men inte om det gäller din dotter" berättas det att Erik Ponti går vidare med att skriva Carl Hamiltons livsberättelse i tio volymer.

## Framträdanden (urval)

### Romaner
- Ondskan (1981)
- Det stora avslöjandet (1974)
- Coq Rouge (1986)
- Den hedervärde mördaren (1990)
- I hennes majestäts tjänst (1994)
- En medborgare höjd över varje misstanke (1995)
- Tjuvarnas marknad (2004)
- Fienden inom oss (2007)
- Men inte om det gäller din dotter (2008)
- En plats i solen (2008)
- Äkta amerikanska jeans (2016)
- 1968 (2017)
- De som dödar drömmar sover aldrig (2018)
- Den som dödade helvetets Änglar (2022)

### Filmer och TV-serier
- Ondskan (2003) – spelad av Andreas Wilson
- Täcknamn Coq Rouge (1989) – spelad av Lars Green
- Kvällspressen (1992) – spelad av Ole Ränge
- Den vite riddaren (1994) – spelad av Lars Green
- Ondskan (TV-serie) (2023) - spelad av Isac Calmroth